# Spiringen
Spiringen est une commune suisse du canton d'Uri. Ses habitants portent le nom de Spiringer et de Spiringerinnen. Lors du dernier recensement en 2000, la langue principale était l'allemand pour 99,79 % des habitants et l'italien pour 0,21 %. 95 % était catholique.

## Histoire
La région a été occupée par les Alamans à l'époque du haut Moyen Âge, où les abbayes avaient une partie des terres qui avaient été défrichées, sachant que les alleux paysans possédaient aussi des parcelles. Les défrichements étaient quasiment terminés vers 1300.
La chapelle Saint-Michel fut construite en 1290 et deviendra paroisse en 1591. L'église de la commune a été édifiée en 1950 et 1951.

## Géographie
Selon l'Office fédéral de la statistique, Spiringen mesure 64,73 km2. La majeure partie de la commune (43,5 %) est composée de montagne et d'eaux. Viennent ensuite les terres agricoles (37,5 %), les forêts et les bois (17,6 %). Seul 1,4 % de l'espace de la commune est urbanisé.
La grande ville la plus proche est Zoug, située à 39 km de distance.
Le climat est celui de la toundra.

## Démographie
Selon l'Office fédéral de la statistique, Spiringen compte 934 habitants en 2008. Sa densité de population atteint 14 hab./km2.
Le graphique suivant résume l'évolution de la population de Spiringen entre 1850 et 2008 :

### Économie
Au Moyen Âge, la céréaliculture et l'économie alpestre caractérisaient la vie économique de la commune, et les limites communales d'exploitation constituaient déjà un enjeu important en 1196. Les membres de l'élite paysanne étaient engagés dans la vie politique cantonale à partir du XIIIe siècle et occupèrent des charges de bailli en s'engageant même au service étranger. Le réseau routier à la fin du XIXe siècle et le transport par câble ainsi que les routes d'alpages, dont le réseau a été achevé en 1988 ont encouragé le tourisme et ont facilité les échanges vers la vallée de la Reuss et ses emplois industriels.
L'économie est restée à prédominance agricole : en 2005, ce secteur comptait encore pour 63 % des emplois.

### Le musée Dörflihaus
Il contient des documents ainsi que des costumes et de l'artisanat datant de 1290 jusqu'à la Seconde Guerre Mondiale. Une des richesses du musée est la Stiftungskurkunde de 1290 et le livre de l'année 1290. Des personnalités de la commune ont participé à la création de la Confédération de 1291 comme Walter de Spiringen et Stauffacher.

### Partenariat
Spiringen a noué un partenariat en 1968 avec la ville de Emmen, située dans le canton de Lucerne.